# National Appliance Energy Conservation Act
Le National Appliance Energy Conservation Act de 1987 (Loi nationale sur la conservation de l'énergie des appareils ménagers - NAECA; est une Loi du Congrès des États-Unis qui régule la consommation d'énergie de certains appareils ménagers. Bien que les normes minimales d'efficacité énergétique (Energy Conservation Program for Consumer Products (en)) aient été établies pour la première fois par le Congrès des États-Unis dans la partie B du titre III de la Loi sur la politique énergétique et la conservation (Energy Policy and Conservation Act (en) - EPCA), elles ont été modifiées par le National Appliance Energy Conservation Act de 1987, l'Energy policy Act de 1992 et l'Energy Policy Act de 2005.
Toutes ces lois et règlements ont à voir avec la création de normes obligatoires qui traitent de l'efficacité énergétique de certains appareils ménagers. Ces normes ont été mises en place pour s'assurer que les fabricants fabriquaient des produits dont les niveaux d'efficacité énergétique maximale sont techniquement réalisables et économiquement justifiés.

## Histoire
Le National Appliance Energy Conservation Act de 1975 (NAECA) a été promulguée pour aider à créer des normes uniformes d'efficacité des appareils à un moment où les États créaient leurs propres normes. Le NAECA a établi un programme de conservation pour les gros appareils électroménagers, mais aucune norme réelle n'a vu le jour avant les années 1980, lorsque les fabricants d'appareils ont considéré qu'il était plus facile de se conformer à une norme fédérale uniforme.
Le National Appliance Energy Conservation Act de 1987 a été adopté et soutenu par le sénateur démocrate J. Bennett Johnston (en) de Louisiane en janvier 1987. De nouveaux amendements à la loi ont établi des normes minimales d'efficacité pour de nombreux appareils ménagers, y compris :
- Réfrigérateurs
- Réfrigérateur-Congélateurs
- Congélateurs
- Climatiseurs
- Ballasts pour lampes fluorescentes
- Lampes-réflecteurs à incandescence
- Sèches-linges
- Machines à laver
- Lave-vaisselle
- Fourneaux et fours
- Chauffe-piscine
- Téléviseurs (retirés en 1995)
- Chauffe-eau

Le Congrès a fixé les normes initiales d'efficacité au début de la loi, puis a fixé un calendrier pour le département de l'Énergie des États-Unis pour les examiner. La loi (act) a également mis en place des lois interdisant aux fabricants de faire des présentations sur l'efficacité énergétique de tout produit figurant sur cette liste sans d'abord être testé par la procédure d'essai fédérale, et divulguer les résultats de ces tests. Enfin, la nouvelle loi fixe de nouvelles règles pour les règlements fédéraux en matière d'essais et d'étiquetage, ainsi que des normes de conservation de l'énergie.